# Mace Windu
Mace Windu (72 BBY – 19 BBY) je fiktivní postava ze Star Wars a představený řádu Jedi. Je největším poradcem Velmistra Yody. Jeho fialový meč bývá často předmětem sporů. Jedna strana říká, že si právě o fialovou řekl sám Samuel Jackson. Ta druhá, vyplývající z knihy, říká, že Mace Windu měl opakující se sen, kde viděl sestavený meč, který se mu z klasického krystalu nepodařilo sestavit. Pro získání fialového kusu musel podstoupit obrovskou zkoušku na planetě Hurikane, kde ho místní obyvatelé nakonec obdařili tímto krystalem. Sídlí na Coruscantu, ale jen málokdy odtud odjíždí do akce. Je zřejmě nejlepším současným rytířem Jedi (viz souboj s Darth Sidiousem) a ovládá starobylou jedijsko-sithskou techniku Vaapad.
Mace Windu byl už od Epizody I. podezřívavý k Anakinu Skywalkerovi, ve kterém cítil velkou Sílu. Nakonec, když se vydal zatknout Darth Sidiouse, Anakin ho zradil a usekl mu ruku. Darth Sidious do něj poté spustil blesky a zabil ho.

## Výskyt
Epizoda I. – Mace Windu zde pouze zasedá v radě Jediů a řeší problém okolo Anakina Skywalkera.
Epizoda II. – Windu se vydává na pomoc zajatému Obi-Wan Kenobimu na planetě Geonosis. Podaří se mu useknout hlavu námezdnímu lovci jménem Jango Fett. Následně se aktivně zapojí do bitvy proti bitevním droidům Obchodní federace.
Epizoda III. – Windu přestává důvěřovat Anakinovi a kancléři Palpatinovi. Nejdříve ale pověří Anakina, aby kancléře špehoval. Ten mu brzy donese, že Palpatine je ve skutečnosti Darth Sidious, Temný Pán ze Sithu, a tak se ho vypraví s trojicí Jediů zatknout. Ve vzájemném souboji Windu zvítězí, avšak Anakin mu v situaci, když se Windu chystá Sidiouse zabít, usekne ruku a tím dopomůže Sidiousovi k vítězství.
Štěpný bod – Mace Windu vysílá svou padawanku Depu Billabu na planetu Haruun Kal, aby vycvičila místní obyvatele k boji proti separatistům. Depa však záhadně zmizí a jediný, kdo ji dokáže najít, je právě Mace Windu. Musí se prodrat nejnebezpečnější džunglí galaxie a nakonec zjistí, že spolu s korunkým šamanem Karem Vasterem vedla soukromou válku proti přistěhovalcům, kteří deptali Vasternův lid. Nakonec zmanipulovaná Vasterovým vlivem napadne i svého bývalého učitele a těžce ho zraní. Když si uvědomila, co udělala, pokusila se spáchat sebevraždu, nakonec Windu zjistil že ji ztratil a Depa už se nikdy ze svého skutku nevzpamatovala.